# Scotophaeus validus
Scotophaeus validus är en spindelart som först beskrevs av Lucas 1846.  Scotophaeus validus ingår i släktet Scotophaeus och familjen plattbuksspindlar. Inga underarter finns listade i Catalogue of Life.